# Związek Niższych Pracowników Poczt Telefonów i Telegrafów
Związek Niższych Pracowników Poczt, Telefonów i Telegrafów Rzeczypospolitej Polskiej – związek zawodowy, a także organizacja paramilitarna w II RP.

## Geneza
Związek Pracowników Poczt powstał w 1919 roku i liczył około 10 tysięcy członków. 25 lipca 1925 r. doszło do rozłamu i powstał Związek Niższych Pracowników Poczt, Telefonów i Telegrafów z główną siedzibą w Warszawie. W początkowym okresie członkowie związku walczyli o odpowiednie uposażenie i wyposażenie np. ciepłe czapki. Związkowcy mogli liczyć też na darmową pomoc lekarską, dostawali przeróżne dodatki socjalne, zniżki, zapomogi społeczne, jak i zadbali o jednolity typ umundurowania.
Dzięki sympatiom Józefa Piłsudskiego, przy związku utworzono Pocztowe Przysposobienie Wojskowe. Była to działalność paramilitarna w ramach związku, w której każdy pracownik musiał zostać przeszkolony.
W latach późniejszych związek liczył ok. 13,5 tysiąca osób.
Związek wydawał dwa pisma „Nasza poczta”, a także „Pocztowe Przysposobienie Wojskowe”.